# 600 (число)
600 (шістсот) — число. Натуральне число між 599 і 601.

## Математика
600 — складене число, надлишкове число, число харшад.

## Дати
- 600 рік до н. е.
- 600 рік н. е.

## Інші галузі
- Латиною sescenti часто позначає дуже велике але невизначене число[en], можливо від розміру військового загону когорта в Стародавньому Римі[1]

## Цілі від 601 до 699

### 600-і
- 601 — просте число, центроване п'ятикутне число[2]